# Instituto Mauá de Tecnologia
O Instituto Mauá de Tecnologia (IMT) é uma instituição de ensino superior privado sem fins lucrativos de utilidade pública. Segundo sua página na Internet, dedica-se "ao ensino e à pesquisa científica e tecnológica, visando à formação de recursos humanos altamente qualificados que contribuam para o desenvolvimento do País."
Fundado em 11 de dezembro de 1961, o IMT mantém duas unidades: Centro Universitário e Centro de Pesquisas.

## Centro Universitário
O Centro Universitário do IMT, tem por missão permanente o aprimoramento e a atualização do ensino e da pesquisa nas áreas científica, do desenvolvimento tecnológico e da gestão.
O credenciamento do Centro Universitário pelo Ministério da Educação atesta a qualidade dos projetos pedagógicos implantados, a qualificação do corpo docente e as condições de trabalho acadêmico oferecidas aos seus alunos.
A Coordenadoria de Pós-Graduação oferece aos formados em cursos de nível superior a oportunidade de continuidade de seus estudos em programas de pós-graduação.
As unidades de ensino do Centro Universitário - IMT apresentam um ambiente propício ao desenvolvimento profissional dos estudantes com uma excelente infra-estrutura laboratorial, com corpo docente altamente qualificado, dedicado à pesquisa científica, ao exercício profissional e ao aprimoramento das técnicas de ensino. A maioria dos docentes possui títulos de mestrado e doutorado emitidos por universidades brasileiras, norte-americanas ou europeias.
Para o desenvolvimento de trabalhos acadêmicos e de pesquisas, os alunos e professores do centro universitário contam com o acervo de moderna biblioteca e dispõem de um parque de laboratórios com modernos microcomputadores integrados em uma rede interna e conectados à Internet.
As Coordenadorias de estágios programam e organizam reuniões de alunos com empresas, orientam os alunos na obtenção de estágios profissionalizantes e os formandos e formados na obtenção de empregos.
Os estudantes do Centro Universitário dispõem de áreas para o desenvolvimento de atividades sociais (centros acadêmicos), esportivas (Centro de Esportes e de Atividades Físicas e Associações Atléticas Acadêmicas) e de prática profissional (Mauá Júnior).

## Estrutura

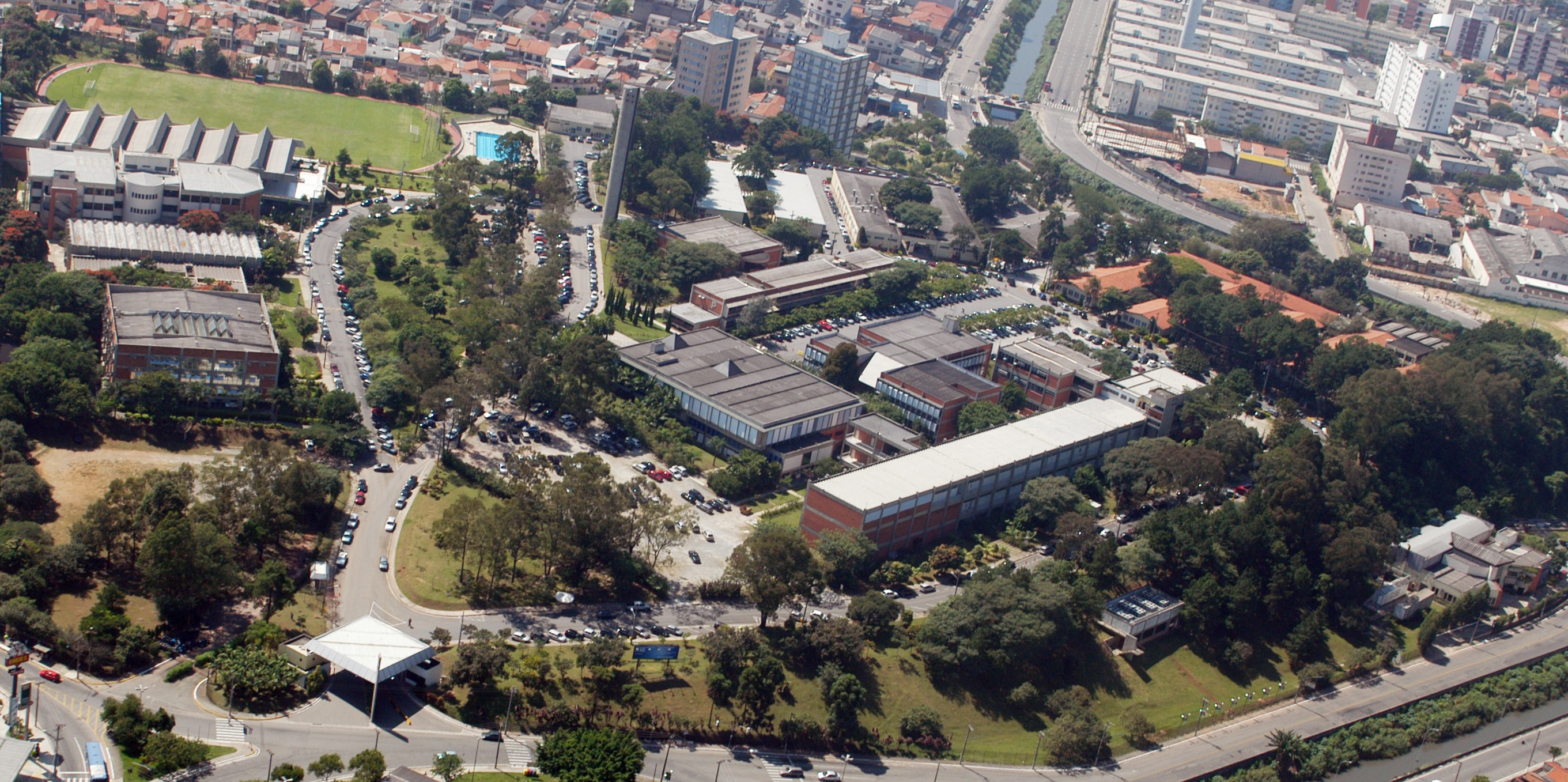
Vista aérea do Campus de São Caetano do Sul

Campus de São Caetano do Sul
Localizado a 12 km do centro de São Paulo, com área de 130.000m² o campus de São Caetano do Sul possui uma ampla infraestrutura.
Biblioteca Engº. Álvaro de Souza Lima
A Biblioteca tem em seu acervo mais de 70.000 livros especializados, além de centenas de revistas e periódicos.
Nos últimos anos, foram incorporados a esse acervo expressivos números de vídeos e publicações em mídia eletrônica.
O edifício da Biblioteca, em belíssima concepção arquitetônica, situado no centro do Campus, dispõe de detalhes de conforto proporcionado por instalações de ar condicionado, de iluminação e tratamento acústico adequados.
Totalmente informatizada, a Biblioteca dispõe de 15 microcomputadores para consulta ao acervo e 46 microcomputadores para uso exclusivo em pesquisa via Internet. Possui 3 salas para estudos sendo uma para estudo individualizado (116 lugares), uma para estudo em grupos de 4 alunos (100 lugares) e uma para estudo em grupos de 10 e 12 alunos (134 lugares).
Laboratórios
As atividades práticas são de fundamental importância para a formação de um engenheiro.
Por isso, o Centro Universitário investiu em modernos equipamentos que integram mais de 130 laboratórios, instalados em uma área de aproximadamente 9.500m² de construção, voltada para as atividades didáticas e de pesquisa.
Ensaios de Motores, Ensaios Mecânicos, Metrologia, Micro-ondas, Saneamento Básico, Metalografia, Construção de Máquinas, Mecânica de Solos, Planta-Piloto para processamento de alimentos, Biologia e Microbiologia, Biotécnica e Engenharia Bioquímica, Controle e Automação, Processamento de Imagens, Máquinas Elétricas, Ciências Térmicas são alguns dos nossos laboratórios, além dos Laboratórios Integrados de Alimentos, Química e Eletrônica.
Centro de Esportes e Atividades Físicas - CEAF
O Centro Universitário, dispõe de um Complexo Esportivo com 13.800m² de área. Integram o CEAF, um campo de futebol com dimensões oficiais, Ginásio de esportes com três quadras, vestiários, lanchonete e uma piscina semiolímpica.

Campus de São Paulo (Vila Mariana)

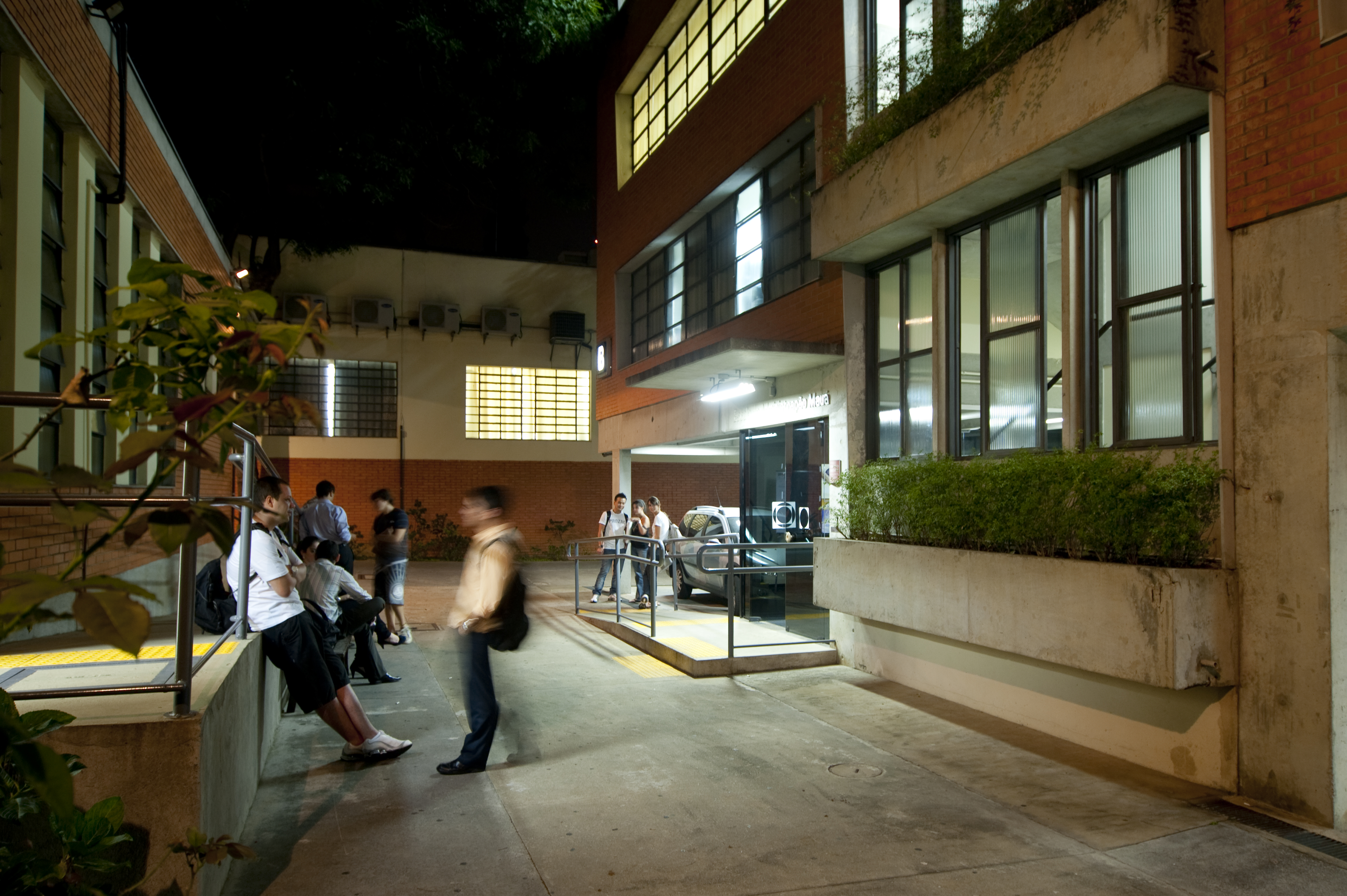
Campus de São Paulo

O Campus de São Paulo está instalado a menos de mil metros do Parque do Ibirapuera, onde uma moderna edificação de 3.300m2 de área atende plenamente aos objetivos didático-pedagógicos.
Biblioteca Engº. Álvaro de Souza Lima
O Centro Universitário mantém no Campus de São Paulo, uma seção da biblioteca especializada em Administração e áreas afins. A Biblioteca possui terminais de computadores para consulta ao acervo e à base de dados. A Comut on line permite a solicitação de cópias de artigos e periódicos, teses e anais de eventos por meio eletrônico. O aluno tem disponibilidade de acesso à Internet e consulta a catálogos técnicos, normas técnicas e artigos técnico-científicos como suporte às suas pesquisas. Todos os ambientes estão conectados à Rede MAUAnet,que interliga o Campus de São Paulo ao de São Caetano do Sul, com acesso à Intranet e à Internet.
Laboratórios
O Campus de São Paulo dispõe de quatro laboratórios de informática, em salas dedicadas e especialmente projetadas para o ensino com o auxílio de computador. Os laboratórios contam com aproximadamente 120 computadores e neles são encontrados,sempre à disposição dos alunos, os softwares mais utilizados no mercado de trabalho, alguns de uso geral e outros de uso especializado.

## Cursos
Oferece cursos de graduação, e pós-graduação (cursos de Atualização e Especialização).

## Avaliações
O Instituto Mauá de Tecnologia vem cada vez mais se destacando entre as Instituições de Ensino do País, resultados que podem ser comprovados pelas avaliações nacionais.

Ranking Universitário da Folha de S.Paulo (RUF)
O curso de Engenharia da Mauá é classificado em 1.º lugar no Brasil entre as Instituições Particulares, pelo Ranking Universitário Folha, em 2012.

Desempenho no ENADE 
| Cursos/Habilitações                | 2009 | 2011 | 2012 |
| ---------------------------------- | ---- | ---- | ---- |
| Administração                      | 4    | *    | 4    |
| Design                             | *    | *    | 3    |
| Engenharia de Alimentos            | *    | 5    | *    |
| Engenharia Civil                   | *    | 3    | *    |
| Engenharia de Controle e Automação | *    | 3    | *    |
| Engenharia Elétrica                | *    | 3    | *    |
| Engenharia Eletrônica              | -    | 3    | *    |
| Engenharia Mecânica                | *    | 4    | *    |
| Engenharia de Produção             | *    | 3    | *    |
| Engenharia Química                 | *    | 3    | *    |

(*) Não houve avaliação

IGC 
Centro Universitário do Instituto Mauá de tecnologia - nota 3
IGC - O Índice Geral de Cursos da Instituição é um indicador de qualidade de instituições de educação superior, que considera, em sua composição, a qualidade dos cursos de graduação e de pós-graduação (mestrado e doutorado).
CPC
CPC - É um indicador com diversas variáveis. Ele leva em conta a formação dos alunos, o IDD (Indicador de Diferença entre o Desempenho Observado e o Esperado) e dados sobre o corpo docente, a infraestrutura e as práticas pedagógicas da instituição de ensino.
| Cursos/Habilitações          | Estrelas 2014 |
| ---------------------------- | ------------- |
| Administração                | 3             |
| Eng. de Alimentos            | 4             |
| Eng. Civil                   | 3             |
| Eng. de Controle e Automação | 3             |
| Eng. Elétrica                | SC            |
| Eng. Mecânica                | 3             |
| Eng. de Produção             | 3             |
| Eng. Química                 | 3             |

CC – Conceito de Curso 
No processo de reconhecimento, os cursos de Design e de Administração obtiveram do MEC o conceito máximo, 5.

CI - Conceito Institucional
Centro Universitário do Instituto Mauá de Tecnologia - conceito 4
O Conceito Institucional é atribuído por comissões de especialistas, designada pelo Inep/MEC, mediante avaliação in loco, onde são analisados o Projeto Pedagógico Institucional (PPI), o Plano de Desenvolvimento Institucional (PDI), o corpo docente (titulação, regime de trabalho, produção científica), a infraestrutura acadêmica (biblioteca, laboratórios, locais de estágios) e as instalações físicas (prédios, salas de aula, ambientes de convivência comunitária, práticas desportivas etc.). Escala: 1 a 5
Guia do Estudante - Editora Abril - 2014 
A Mauá foi classificada como a melhor Instituição de Ensino Particular do Estado de São Paulo e a 2.ª do País na categoria Engenharia e Produção pelo 3.º ano consecutivo, em 2013.
| Cursos/Habilitações          | Estrelas 2014 |
| ---------------------------- | ------------- |
| Design                       | 4             |
| Eng. de Alimentos            | 4             |
| Eng. Civil                   | 4             |
| Eng. de Controle e Automação | 4             |
| Eng. Elétrica                | 4             |
| Eng. Eletrônica              | 4             |
| Eng. Mecânica                | 4             |
| Eng. de Produção             | 4             |
| Eng. Química                 | 3             |

## Centro de Pesquisas

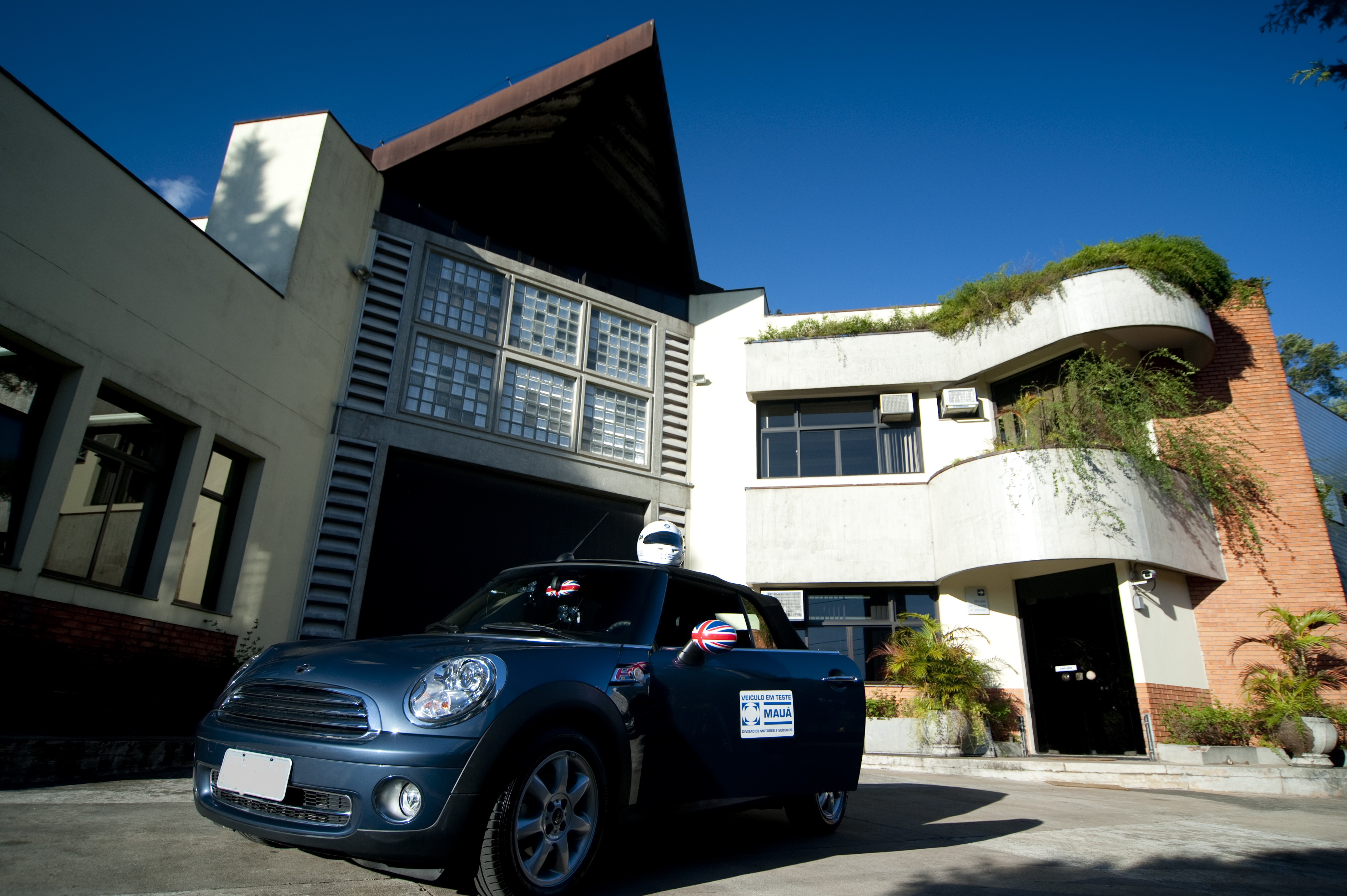
Centro de Pesquisas - Divisão de Motores e Veículos

Desenvolvendo tecnologia para resolver problemas específicos da indústria, o Centro de Pesquisas confirma hoje, como vocação, o rumo traçado na sua criação em 1966.
Desde o início, o Centro de Pesquisas coleciona sucessos graças à sinérgica atuação de experientes engenheiros e de destacados professores do Centro Universitário, que realizam em conjunto a pesquisa técnico-científica e desenvolvem a aplicação adequada às necessidades específicas do cliente.
As tarefas, para atendimento às necessidades dos clientes, são desenvolvidas por grupos de trabalho multidisciplinares, que incluem desde Professores Doutores até estagiários do curso de engenharia, passando por experientes profissionais de várias áreas de atuação.
Áreas de Atuação
- Alimentos, Bioquímica
- Automação, Eletrônica, Micro-ondas e Telecomunicações
- Civil
- Design
- Mecânica, Metalografia, Metrologia
- Motores, Veículos
- Química, Tintas, Vernizes

Serviços
- Pesquisa tecnológica aplicada;
- Desenvolvimento de produtos, processos, protótipos, equipamentos, instalações, sistemas, acionamentos, instrumentação e afins;
- Desenvolvimento de novas aplicações para tecnologias já existentes no CP-IMT;
- Ensaios, testes, calibrações, análises, pareceres, certificações e peritagens;
- Projetos, consultoria, assessoria e planejamento;
- Treinamento de pessoal na utilização das aplicações desenvolvidas.